# テレビ北海道
株式会社テレビ北海道（テレビほっかいどう、英: Television Hokkaido Broadcasting Co.,Ltd. 略称：TVh）は、北海道を放送対象地域としてテレビジョン放送を行う特定地上基幹放送事業者。
1989年（平成元年）10月1日に開局した平成新局。TXN系列に属するテレビ局として開局し、北海道内では最後発の民放テレビ局でもある。
東北・北海道地区で唯一、中日新聞社との資本関係が存在するテレビ局でもある。
コールサインはJOHI-DTV、リモコンキーIDはキー局のテレビ東京と同じ「7」。

## 事業所
- 本社・演奏所：札幌市中央区大通東6丁目12-4（〒060-8517）
- 東京支社：東京都港区西新橋1丁目18-12 CMOS虎ノ門9階（〒105-0003）
- 大阪支社：大阪市北区堂島2丁目1-31 京阪堂島ビル内（〒530-0003）
- 福岡支局：福岡市博多区博多駅東2丁目16-1 日本経済新聞西部支社5階（〒812-0013）

※在札民放テレビ局では唯一、道内において札幌以外に拠点を持たない。かつては旭川市と函館市に支局が、釧路市に取材拠点のための分室が置かれていたが、後に廃止された。一方、福岡支局は同局が在札民放で唯一設置している。

## 概要
系列新聞は日本経済新聞と北海道新聞（道新）・道新スポーツ（2022年（令和4年）11月30日休刊）。
正式な略称は「TVh」（小文字）だが、新聞や雑誌の番組表および一部ワンセグ機器でのEPGや広告・記事では「TVH」（大文字）の表記が使われる場合もある。
不定期にフリーマーケットイベント『GOLDENマーケット』を開催しているほか、1990年（平成2年）より毎年冬に開催されるTVh杯ジャンプ大会を協賛している。
後述の通り北海道全域 (全道) をカバーするのは、2011年（平成23年）のデジタル放送に完全移行してからである。
在札民放テレビ局で唯一独自の動画配信サービスを展開していない。

## 主な受賞歴
2019年日本民間放送連盟賞の技術部門で「マスター運行支援システムの開発」が優秀賞を受賞した。当局が同賞を受賞するのは初めてだった。テレビ東京系列で同賞の技術部門で受賞したのは、1999年テレビ東京の「アニメチェッカーの開発と運用」以来だった。
2023年同賞の技術部門で「バーチャルマスターオペレーター」（以下、VMO）が最優秀賞を受賞した。同局が同賞の最優秀賞を受賞することは初のケースだったほか、テレビ東京系列、平成新局でも同賞の技術部門で最優秀賞を受賞することは初のケースだった。
早速、「VMO」を用いて2023年10月25日から10日間、当局とエフエム北海道（AIR-G'）、北海道総合通信網（HOTnet）、テレビ北海道技術センターの4社が、AIR-G'のマスター設備をリモート監視する実証実験を行い、11月15日から17日まで幕張メッセで行われた国際放送機器展「Inter BEE」の会場で公開されたほか、2024年3月11日から22日までの12日間、当局とテレビ東京、テレビせとうちで、テレビ東京が当局とテレビせとうちのマスター設備を「VMO」で統合監視する実証実験を行った。6月3日からは、当局の東京支社で「VMO」の実物を常時展示するほか、担当スタッフも配置。当局本社にある「VMO」と回線で結び、リモート統合監視のデモンストレーションを行い、放送局をはじめ、企業、自治体、各種団体向けに監視業務の効率化を提案する。6月17日から事前予約で見学が可能となる。これに先立ち、5月1日には、エヌ・ティ・ティスマートコネクト（本社：大阪市）と「VMO」の販売店契約を締結。全国の放送局向けに「VMO」によるマスター業務の効率化サービスを提案する。
「VMO」関連では、このほか「VMO」とシステム開発のシステム・ケイ（本社：札幌市）の開発したAI監視カメラを連携させた統合監視システムを開発。2024年3月12日から15日まで東京ビッグサイトで開催された「SECURITY SHOW 2024」に出展した。
2024年11月13日、「VMO」が「Inter BEE AWARO」のコンテンツ制作/放送・メディア（ハードウエア＆ソフトウエア）部門で「準グランプリ」を受賞。同日に東京ベイ幕張ホールにて表彰式が行われた。今回は、昨年出展した既存の「VMO」に加えVMOのスタジオ版であるVMO-STとAIを活用したマスター自動監視システムを初出展した。VMO-STは、番組素材の切り替え（スイッチング）や音量調整（ミキシング）などを行うスタジオサブ設備をリモートで操作できる。これによりネット環境があればいつでもどこでも場所を選ばず番組の制作が可能となる。また、自動監視システムは、現在マスター要員が監視している放送用の映像信号と各種パソコンのデータ画面を、画像認識技術などを使って自動的に比較。異常があった場合、VMOのリモート制御技術と株式会社ユニゾンシステムズの検知技術を使い検知・制御する。これにより、マスター監視における大幅な業務改善が可能となる。
2024年12月1日より「VMO」を用いて、番組送出など遠隔で監視する業務をAIR-G'から受託した。AIR-G'は夜間の監視業務を外部委託することで、人手不足の解消や業務の効率化を進める。当局がFMラジオ局のマスター業務を遠隔で監視・制御するのは今回が初めてである。
なお、他の平成新局では、愛媛朝日テレビが2018年「データベース不要!ファイルベース化におけるMAMの自社開発」、2020年「テレビ連動アプリ テレビちゃん。システムの開発」で受賞している。

## 編成等の特徴
自社制作率は開局当時数%程度で、10周年を迎えた1999年（平成11年）には10％程度に達して、他の道内民放局と同様、自社制作番組も積極的に制作・放送していたが、その後は年を追うごとに縮小しており、開局当時と同じ数%程度にとどまっている。現在の自社制作番組は30分以内の放送枠が中心となっており、テレビ東京など系列局制作番組や独立放送局のネット受け、海外ドラマや洋画、通信販売などの外部制作番組や再放送が多くを占めている。
また、北海道における独立局アニメの受け皿的役割を担う放送局の1つでもある が、2007年（平成19年）7月の改編以降大幅に縮小され、現在は断続的に放送される程度となっている。
終夜放送はあまり行われておらず、深夜は放送を休止する場合が多い。中央区大通西4丁目の札幌大通西4ビルと千歳市美々のセイコーエプソン千歳事業所、釧路市幣舞町のまなぼっと幣舞に設置している「お天気カメラ」の映像をフィラーとして終夜放送することもあるが、その場合でも早朝の放送開始前には一旦カラーバーに置き換え、オープニングコールの後番組の放送が開始される。なお、大晦日から元日にかけてはテレビ東京が制作する特別番組をネット受けして終夜放送を行っている。
ただし、東日本大震災発生以降はしばらくの間、お天気カメラの映像をバックに「東日本大震災TXN災害募金」に関する告知テロップをオープニング映像に入る直前まで常時表示していた（BGMなし）。また、このときはカラーバーへの置き換えをせず、フィラー終了後すぐにオープニング映像を放送していた。
2020年（令和2年）10月5日から2021年（令和3年）9月27日まで、道内民放局のレギュラー編成で唯一マルチチャンネル放送（サブチャンネル放送）を実施していた（月曜 17:25 - 17:55に放送していた『令和歌謡塾』が該当。同年10月6日よりメインチャンネルの水曜 11:30 - 12:00に移行して、2022年（令和4年）3月30日放送をもって終了した。）。
取材は自社だけではなく、株式会社クロステレビや有限会社ビデオクレインズなど、外部番組制作プロダクションにも協力を仰いで実施している。

## キャッチコピー
開局当初は、「大地に初恋」を使用。
なお、開局10周年を迎えた1999年（平成11年）には「みて!」を使用。
開局15周年を翌年に控えた2003年（平成15年）から2005年（平成17年）には、「TV happy!TVh」を使用。対外向けロゴとして主に制作クレジット表記や同局の封筒にも用いられた。また、2004年（平成16年）の15周年キャンペーンとしてTV happy!のロゴとともに「もれなくハッピー。」などイチハラヒロコによる縦書きのメッセージ作品を添えたビジュアルを展開した。
なお開局当初からの正式ロゴは本社社屋、放送機材、送信所、中継局、公式ウェブサイトの会社概要の項目、『TVh道新ニュース』・ニュース速報・気象警報・地震、津波情報のテロップ放送時、TXN各種ニュース番組の取材クレジット表記、放送開始・終了時のハイビジョン撮影の風景の画像の挿入時、地上デジタル放送受信機表示アイコンなどで使われている。
地上デジタル放送を開始した2006年（平成18年）6月1日より「デジタル7チャンTVh」を使用。当初はデジタル放送のPRが主な目的だったが、2011年（平成23年）7月24日でアナログ放送が終了したことに加え、道東地区でも基幹送信所が開局したことから、「ひろがる7チャンTVh」に改められた。これに関連し、SF調のアニメに仕立てた道東地区エリア拡大のCMが制作された。その後開局が一段落したことから、2012年（平成24年）10月には「デジタル7チャンTVh」に戻された。
2009年（平成21年）には開局20周年にあわせて、「smile 20th」を使用、これを記念したイメージソングも新たに制作された。
2014年（平成26年）には開局25周年に合わせて、「もっと↑(アップ)TVh」を使用していた。
2015年（平成27年）10月からは全道ネットワーク完成に合わせて、「つながる7チャンTVh」を使用していた。
2019年（平成31年）1月からは開局30周年に合わせ、話題の事柄を追い求めるだけではなく道民や地元自治体や企業とともに光る情報を共に発信する思いを込めた「目立つより、光れ。」を使用している。

## マスコットキャラクター
カッコ内はモチーフにしたもの。

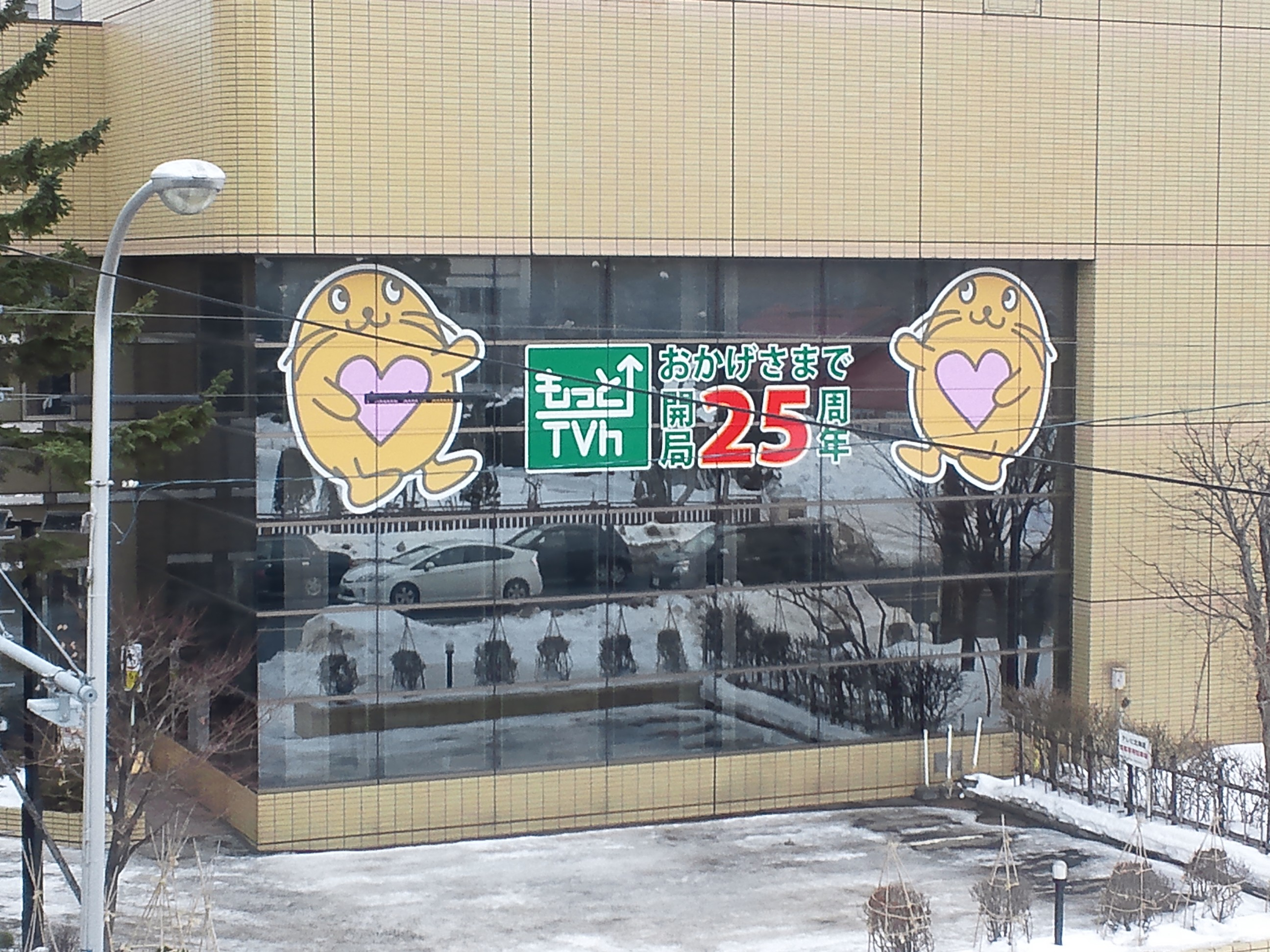
らっぴい（TVH本社屋の壁画より）

- 開局時 - 1999年（平成11年）：テレきたくん（シマフクロウ、父と母を合わせ3羽のデザインとした[27]）
- 1999年（平成11年） - 2002年（平成14年）頃：みて!くん（テレビ受像機）
- 2005年（平成17年） - 2018年（平成30年）：らっぴぃ（ラッコ）
- 2019年（平成31年/令和元年） - 2024年（令和6年）：シロクマセブン（ホッキョクグマ）
- 2024年（令和6年） - ：らっぴぃ（ラッコ、開局35周年に合わせて再登板）

## 資本構成
企業・団体の名称、個人の肩書は当時のもの。出典：

### 2021年3月31日
| 資本金 | 発行済株式総数 | 株主数 |
| ------ | -------------- | ------ |
| 20億円 | 40,000株       | 26     |

| 株主                             | 株式数  | 比率   |
| -------------------------------- | ------- | ------ |
| 日本経済新聞社                   | 7,960株 | 19.90% |
| 伊藤組土建                       | 4,511株 | 11.27% |
| 北海道新聞社                     | 4,000株 | 10.00% |
| テレビ東京                       | 2,120株 | 05.30% |
| TVQ九州放送                      | 2,072株 | 05.18% |
| 北洋銀行                         | 2,000株 | 05.00% |
| 伊藤組                           | 2,000株 | 05.00% |
| 石屋製菓                         | 1,400株 | 03.50% |
| 中日新聞社                       | 1,336株 | 03.34% |
| 読売新聞東京本社                 | 1,200株 | 03.00% |
| 朝日新聞社                       | 1,200株 | 03.00% |
| フジ・メディア・ホールディングス | 1,200株 | 03.00% |
| 北海道電力                       | 1,200株 | 03.00% |
| じょうてつ                       | 1,200株 | 03.00% |

## 沿革
肩書きはいずれも当時のもの。
- 1985年（昭和60年）
  - 6月 - 札幌商工会議所副会頭の伊藤義郎らが左藤恵郵政大臣に対し、チャンネルプランの割り当てを陳情[27]。
  - 12月 - 郵政省が全国のテレビ4波化と南北中枢都市の5局化を発表する[27]。
- 1986年（昭和61年）
  - 2月 - 電波監理審議会が新たなテレビ局の可能な地域に、札幌および福岡を加えた5地域が適当と答申。差し当たり条件が揃った札幌地域に周波数（30 kW、チャンネル17ch）を割り当て。北海道第5テレビの申請第1号として「テレビ札幌」（代表：伊藤義郎、基本金10億円）が申請を発足[27]。
  - 4月 - 申請締め切り。札幌地区では176件の申請があり[27]、伊藤組系の「テレビ札幌」他29社、北海道新聞社系の「道民テレビ」他28社、日本経済新聞系の「北海道総合テレビ」他29社、朝日新聞系の「北海道中央テレビ」他2社、読売新聞系の「札幌中央テレビ」他2社、日刊スポーツ系の「テレビユーさっぽろ」他9社、産経新聞系の「道民テレビ」他10社、竹田厳道らを中心とした「テレビさっぽろ」他11社や「道央第一テレビ」、テレビ朝日系の「北海道総合放送」他4社、北海タイムス系の「北央テレビ」他6社といったグループが申請した[32]。
  - 12月 - 唐沢俊二郎郵政大臣が北海道経済連合会会長の四ツ柳高茂[33]に、一本化調整を依頼[27]。
- 1987年（昭和62年）2月 - 一本化調整代表者打ち合わせ会議を初開催[27]。
- 1988年（昭和63年）
  - 6月 - 一本化調整を完了[27]。
  - 6月21日 - 予備免許交付[34]。
  - 8月24日 - 「テレビ北海道」創立総会、設立[3]。
  - 9月 - 本社演奏所起工式[27]。
- 1989年（平成元年）
  - 8月 - 試験放送開始。手稲山送信所、本社演奏所竣工式。本社移転[27]。
  - 9月24日 - サービス放送開始[27]。
  - 10月1日 - 札幌送信所を開局[27]。午前6時05分の『北のふるさと定期便』[35]より地上アナログテレビ本放送を開始[3]（コールサイン：JOHI-TV）。同時にTXNへ加盟。テレビ東京系では全国5番目、北海道では開局当初からとしては、北海道文化放送に次いで3番目のフルネット局となった。初代マスコットキャラクター『テレきたくん』を制定。同日には、テレビユー山形（（TUY）。TBS系列）、熊本朝日放送（（KAB）。テレビ朝日系列）も開局した。同日夕方、開局記念番組「北海道はオーケストラ」をTXN5局で同時放送。
    - 本放送開始と同時に開局した中継局は苫小牧、小樽、宮の森、宮の沢、円山、藻岩下の6局[27]。
- 1991年（平成3年）9月21日 - 旭川送信所を開局。
- 1993年（平成5年）
  - 2月19日 - 室蘭送信所を開局。
  - 11月18日 - 函館送信所を開局。
- 1994年（平成6年）10月1日 - 開局5周年。
- 1999年（平成11年）10月1日 - 開局10周年[注 11]。2代目マスコットキャラクター『みて!くん』を制定。
- 2005年（平成17年）
  - 6月1日 - 3代目マスコットキャラクター『らっぴぃ』を制定。
- 2006年（平成18年）
  - 3月1日 - 地上デジタル放送対応の主調整室（マスター）設備に更新（東芝製）。
  - 6月1日 - 札幌地区で地上デジタル放送を開始。
- 2007年（平成19年）10月1日 - 函館・旭川・室蘭の各地区で地上デジタル放送を開始。
- 2009年（平成21年）10月1日 - 開局20周年。
- 2011年（平成23年）
  - 7月24日 - アナログ放送を終了、デジタル放送へ完全移行。
  - 8月26日 - 釧路送信所を開局。
  - 11月7日 - 帯広送信所を開局。
  - 11月11日 - 網走送信所・北見中継局を開局。これにより開局から23年目（地上デジタル放送開始からは6年目）にして、基幹送信所が全て開局した。
- 2014年（平成26年）10月1日 - 開局25周年。それを記念して、テレビ北海道としては初の社史となる『テレビ北海道25年史』（テレビ北海道25年史編纂委員会 編、全64ページ）を発行。
- 2015年（平成27年）12月22日 - 根室中継局ほか開局により、全道ネットワークが概ね完成に至った。
- 2019年（平成31年・令和元年）
  - 1月1日 - 4代目マスコットキャラクター『シロクマセブン』を制定。
  - 10月1日 ‐ 開局30周年。
- 2024年（令和6年）
  - 1月 - テレビマスター設備を更新[36]。テレビマスターは日本電気（NEC）製のIPマスターシステムを採用[37]。
  - 4月1日 - マスコットキャラクターがらっぴぃに戻る。オープニング後の静止画やTVh公式サイト等でらっぴぃを見ることが出来る。
  - 10月1日 - テレビ放送システムをフルIP化[36]。これにより番組制作から放送までの全工程をIPで一元管理することが可能となった[36]。

## テレビチャンネル

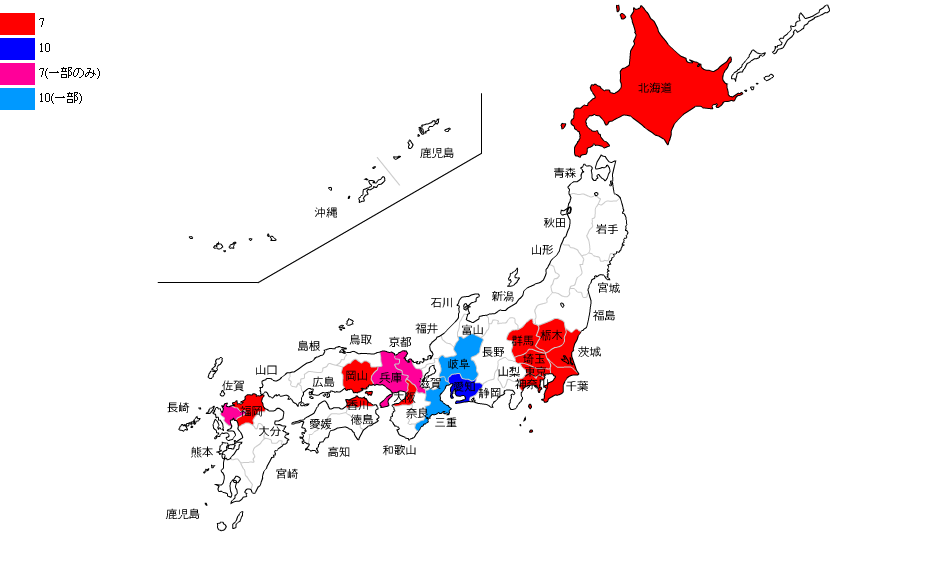
テレビ東京系列のリモコンキーID地図

基幹局以外の中継局施設は、民放各局（一部はNHKも含む）と共同使用している。
出典：総務省北海道総合通信局「北海道内の地上デジタル放送局の開局状況」

### 札幌地区（JOHI-DTV）
- 札幌（送信所：札幌市西区平和、手稲山）[39]：14ch 出力3kW
- リモコンキーID：7

中継局
| - 宮の森：24ch 0.3W - 円山：16ch 0.1W - 山元：24ch 0.05W - 定山渓：49ch 0.3W - 藻岩下：24ch 0.3W - 簾舞：50ch 0.3W - 藻南：24ch 0.3W - 西野：30ch 0.3W - 宮の沢：30ch 0.3W（垂直偏波） | - 夕張清水沢：51ch 1W - 夕張新千代田：36ch 0.05W - 真谷地：34ch 0.01W - 歌志内：40ch 10W - 芦別：14ch 0.3W（垂直偏波） - 西芦別：42ch 0.3W - 北芦別：35ch 3W - 赤平：34ch 0.3W - 上砂川：26ch 0.3W - 由仁：45ch 0.05W - 三笠幌内：45ch 0.01W - 美唄我路：45ch 0.01W | - 小樽：30ch 50W - 小樽桂岡：40ch 0.01W - 小樽見晴：40ch 0.01W - 古平：45ch 0.01W - 余市：16ch 1W - 銀山都：26ch 1W - 岩内：14ch 10W - 寿都：51ch 1W - 国富：48ch 0.1W - ニセコ：14ch 5W - 喜茂別：48ch 0.1W - 南喜茂別：28ch 0.3W - 南羊蹄：26ch 1W - 黒松内：14ch 3W - 赤井川：47ch 0.1W |

### 旭川地区
- 旭川（送信所：旭川市東旭川町倉沼、旭山）：21ch 1 kW

旭川送信所は当初1992年4月1日に開局予定だったが、地元の強い要望に加えTVh側も早く放送開始したい意向があったことから、半年前倒して1991年9月21日に開局（送信所建設も当初計画より1年前倒しの1990年に着工）。
開局当日は旭川地区限定で、当時の伊藤義郎社長（現・取締役名誉会長）による「旭川送信所放送開始の挨拶」が5分間放送された。
デジタル放送は2007年9月7日13:00から試験放送開始、10月1日より本放送開始。
中継局
| - 旭川台場：17ch 1W - 深川：47ch 10W - 幌加内：47ch 0.3W - 富良野：26ch 10W - 富良野麓郷：17ch 1W - 富良野東山：47ch 1W - 上富良野：36ch 0.3W - 南富良野幾寅：47ch 1W - 空知金山：47ch 1W - 占冠：34ch 1W - 上川：30ch 5W - 和寒：17ch 3W - 和寒西和：49ch 0.01W - 上士別：21ch 3W - 士別温根別：51ch 0.3W - 名寄：30ch 200W | - 留萌：30ch 10W - 小平：21ch 1W - 小平本町：28ch 0.01W（垂直偏波） - 小平港：26ch 0.01W - 羽幌：26ch 10W - 苫前：26ch 0.1W - 幌延：43ch 0.1W | - 稚内：33ch 20W - 西稚内：33ch 0.3W - 北稚内：33ch 0.1W - 上勇知：24ch 0.01W - 抜海：40ch 0.01W - 知駒：38ch 100W - 枝幸：44ch 5W - 礼文：35ch 3W - 船泊：26ch 0.3W - 仙法志：30ch 1W |

### 函館地区
- 函館（送信所：函館山）：19ch 1 kW

デジタル放送は2007年8月30日13:00から試験放送開始、10月1日より本放送開始。
送信所施設はHBCと共同使用。
函館蛾眉野中継局は蛾眉野地区テレビ受信組合がギャップフィラーでの送信を開始したことにより、2013年1月22日に廃止された。
中継局
| - 大沼：46ch 3W - 福島：40ch 1W - 福島白符：19ch 1W | - 江差：33ch 10W - 江差新栄：45ch 0.1W - 江差円山：45ch 0.05W - 江差鰔川：45ch 0.01W - 松前：19ch 1W - 知内小谷石：43ch 0.01W - 厚沢部：42ch 1W - 北桧山：46ch 10W - 奥尻大成：19ch 10W |

### 室蘭地区
- 室蘭（送信所：室蘭市清水町、測量山）：26ch 1 kW

デジタル放送は2007年10月1日より本放送開始。
中継局
| - 室蘭陣屋：14ch 0.01W（垂直偏波） - 室蘭輪西：40ch 1W - 室蘭母恋：23ch 0.3W - 室蘭知利別：23ch 0.3W - 登別：23ch 1W - 登別東：40ch 0.01W - 幌別：23ch 0.3W - 鷲別：40ch 0.1W - 苫小牧：42ch 10W - 苫小牧宮の森：47ch 0.01W - 洞爺：17ch 1W - 北洞爺：42ch 0.05W - 壮瞥：17ch 0.3W | - 壮瞥滝之町：14ch 0.01W - 豊浦：14ch 1W - 浦河：19ch 50W - 浦河柏：45ch 0.01W - 静内：42ch 10W - 三石本町：51ch 0.3W - 平取：47ch 1W - 平取振内：26ch 3W - 日高：37ch 0.3W - 日高銀嶺：29ch 0.1W - 様似：36ch 1W - 西様似：45ch 0.3W - えりも：46ch 1W - えりも庶野：14ch 0.3W - えりも沢町：23ch 0.01W |

### 帯広地区
- 帯広（送信所：河東郡音更町十勝川温泉）：17ch 1 kW

2011年10月24日11:00から試験放送開始、11月7日より本放送開始。
送信所施設はSTVと共同使用。
中継局
- 新得：50ch 0.3W
- 足寄：18ch 3W
- 陸別：17ch 3W
- 広尾：18ch 10W
- 広尾丸山：37ch 0.01W
- 忠類：50ch 1W
- 豊頃茂岩：37ch 0.01W
- 浦幌厚内：39ch 0.01W

### 北見（網走）地区
- 網走（送信所：網走市呼人）：14ch 1 kW

2011年10月28日11:00から試験放送開始、11月11日より本放送開始。
送信所施設はHTB・STVと共同使用。
中継局
- 網走新町：47ch 0.01W
- 北見：25ch 50W
- 留辺蘂：38ch 1W
- 北見若葉：27ch 0.01W
- 北見仁頃：48ch 1W
- 常呂：38ch 0.01W
- 置戸：43ch 0.3W
- 訓子府：34ch 0.1W
- 津別：25ch 0.3W
- 遠軽：25ch 10W
- 丸瀬布：43ch 3W
- 佐呂間：26ch 1W
- 佐呂間知来：26ch 1W
- 佐呂間若佐：14ch 0.3W
- 紋別：25ch 10W
- 滝上：14ch 5W
- 興部：26ch 0.3W

### 釧路地区
- 釧路（送信所：釧路市春採8丁目）：41ch 1 kW

2011年8月17日10:00から試験放送開始、8月26日より本放送開始。
送信所施設は他局が既に設置済の施設を一部共同使用。
鉄塔はNHKと民放各局、UHF送信アンテナは民放各局で共同使用するが、局舎はTVhが単独で新設した。
中継局
- 阿寒：27ch 1W
- 阿寒湖畔：46ch 0.3W
- 布伏内：26ch 0.01W
- 白糠：39ch 0.1W
- 弟子屈：27ch 1W
- 川湯：30ch 0.3W
- 中標津：25ch 200W
- 中標津西町：42ch 0.019W
- 根室：35ch 50W
- 根室花咲：48ch 0.1W
- 羅臼：35ch 1W
- 羅臼緑町：13ch 0.01W
- 霧多布：24ch 1W
- 標茶ルルラン：24ch 0.3W

### TVhのみ開局未定の地域
以下の地域では、道内各民放テレビ局とNHKがデジタル中継局を開局しているが、TVhのみチャンネルが割り当てられておらず、開局するかは未定である。

#### 帯広地区（十勝総合振興局）
- 本別
- 本別沢

上記に上げたこの2つの地域は、一部の地域で帯広・足寄中継局の直接受信、または帯広シティーケーブルを通して見ることで補完可能である。ただし、直接受信をする場合は受信する地域によっては高利得UHFアンテナを設置する必要がある。未来、令和5年度が採算された工事によって本別町内全域でテレビ北海道のカバーができることになる。

## 放送エリアの拡大

### アナログ放送のエリアカバー打ち切り
テレビ北海道には他の道内各民放テレビ局と同様に、北海道の区域内の全てで視聴可能にする事を前提として放送免許が与えられているため、開局当初は各地の主要送信所・中継局（プラン局）33局にもアナログ放送チャンネルが割り当てられ、開局から10年以内にこれらの送信所・中継局設置を終了する予定だったが、その後地上デジタル放送への完全移行が決定した事もあり、アナログ送信所・中継局の新規開局は道北・道東を中心に未開局地域を残したまま1999年度をもって打ち切られた。
そのため、道東の北見・網走・根室では、技術上の問題でケーブルテレビの再放送も行われず、それ以外でもケーブルテレビでの再放送を利用せざるを得なかったが、開局当初からではなく、90年代に入ってからの再放送開始となった局もあった。また新聞の番組表に於いても、北海道新聞を含む当該地域の地方紙でTVhの欄を掲載しなかった新聞もあった。

### 地上デジタル放送への対応・全道放送への道のり
地上デジタル放送は2006年（平成18年）6月1日から札幌地区で、2007年（平成19年）10月1日より旭川・室蘭・函館の各地区で放送を開始したが、経営基盤が脆弱なことから道内各民放テレビ局がデジタル放送で札幌と道内各地を結ぶ中継回線（全道ライン） の使用料や、難視聴地域向け中継局の設置・維持に要する経費が経営を圧迫していたため、当初はアナログ放送が放送されていた地域から優先して、デジタル送信所・中継局を開局していった。
その結果、アナログ放送が放送されていた札幌・旭川・函館・室蘭の各地域では、デジタル送信所・中継局が2010年（平成22年）12月までに概ねすべて開局した。その他は2011年（平成23年）8月から11月にかけて開局した釧路・帯広・網走各送信所と北見中継局など一部にとどまり、アナログ放送の停波後も「未開局地域」や、デジタル放送の開局予定が具体化していない「非該当地域」が道北・道東を中心に残っていたが、これらの地域でも総務省が所管する「後発民放局支援スキーム」の活用や関係自治体から設置費用などの補助を受けながら順次開局し、2016年（平成28年）3月31日の標茶ルルラン中継局開局をもって実質的な北海道の区域内の全てでカバー化を完了させた。

## 音声多重・字幕放送
アナログ放送での音声多重放送は、札幌地区の全域と室蘭地区の一部（札幌送信所よりケーブルテレビで再放送している釧路・帯広地区と青森県も含む）で実施していた。
地上デジタル放送では、放送対象地域内全域で音声多重放送が受信可能（モノラル2重音声、5.1サラウンド、ステレオ2音声放送を行わない限りモノラル音声でも常時ステレオ放送となっている）。
字幕放送も、放送対象地域内全域で実施している。

### 字幕・ハイビジョン放送時のテロップ表示
字幕放送を示す「字幕」のテロップ表示は、同時ネット番組は制作局からのネット送出。時差ネット（「土曜スペシャル」など一部番組はネット送出のスーパーをそのまま表示）および自社制作番組は従来通り自社送出で表示されるが、表示は年数回程度でめったに見ることができない。デザインはTXN各局共通だが、自社送出分では当初、テレビ東京・BSジャパン（現・BSテレ東）で出しているものより若干横長であったが、現在は同じサイズとしながらもそれらの局より輪郭がやや太めである。
2009年（平成21年）6月頃までは同時ネット・時差ネットを問わず、すべて自社送出で表示していた。
ハイビジョン番組である事を示す「HV ハイビジョン制作」のテロップ表示は、同時ネット番組は制作局送出（2008年（平成20年）6月まで）で、時差ネット番組および自社制作番組は自社送出（2008年（平成20年）7月23日まで）で表示していた。
その他、地上デジタル放送のみ表示される「d データ放送」（dは正方形で囲んでいる）、ステレオ2音声の「DUAL STEREO」のテロップ表示は、同時ネット・時差ネットを問わずすべて自社送出で表示している。

## スタジオ
- 第1スタジオ（65坪）『スイッチン!』『みにっつ』など
- ニューススタジオ（17坪）:『TVh道新ニュース』、中継処理などのマスターサブ

かつてはニューススタジオの後方、ガラス越しにマスター（主調整）室があった。

## 現在放送中の主な番組
都合により、放送時間は変更される場合がある。最新の情報は番組表などで確認のこと。
- テレビ東京系ネット番組のうち、アニメ番組の多くはCS放送のAT-Xでも視聴可能。
- テレビ東京系ネット番組のうち、一部のニュース・経済情報番組はBS放送のBSテレ東やCS放送の日経CNBCでも視聴可能（ただし時差放送[注 19]）。

### 自社制作番組
ニュース・情報・バラエティ
5時ナビ TVh道新ニュース（月曜 - 金曜 16:59 - 17:25）
スイッチン!（土曜 11:00 - 11:30）
けいナビ〜応援!どさんこ経済〜（土曜 11:30 - 12:00、再放送：金曜 2:35 - 3:05（木曜深夜）、金曜 14:57 - 15:26）
旅コミ北海道じゃらんdeGO!（土曜 18:30 - 19:00、再放送：水曜 2:35 - 3:05（火曜深夜）、金曜 14:27 - 14:57）
EXITのハッケン北海道!（月2回放送、土曜 19:00 - 19:54）
月刊レバンガチャージ（月1回放送、火曜1:00 - 1:30 Bリーグレバンガ北海道の応援番組）
天気予報・短時間番組
TVhお天気情報（1日数回放送）
夢へチャレンジ（月曜 21:54 - 22:00 清水宏保がナビゲーター、井山敬介がリポーター。エイブルの一社提供。2021年3月までは、月曜 22:54スタートだった。）
農家へ行こう（月曜 22:58 - 23:06、再放送 火曜 17:25 - 17:30）
コンサにアシスト!（金曜 21:54 - 22:00 Jリーグ北海道コンサドーレ札幌の応援番組）
シネマfun（日曜 15:50 - 15:55）
7っチャオ!（番宣スポット、随時）
乳幼児向け番組
ぷうぷうぱっ！（月曜 - 金曜 7:59 - 8:05）
いっぱいぷうぷうぱっ！（木曜 17:30 - 17:45）
自己批評番組
こんにちはTVhです。（毎月第1日曜 6:25 - 6:30）※字幕放送
特別番組
YOSAKOIソーラン祭りファイナルコンテスト中継（2010年より毎年6月に『日曜ビッグバラエティ』枠で放送、2005年以前も放送していた）
競馬中継
TVhサマー競馬NEXT（土曜 15:00 - 16:00）
- JRA函館・札幌競馬開催時のみ自社制作で中継。
- 上記以外の時期は『ウイニング競馬』をネット。
- 2017年まではTVhサマー競馬というタイトルで放送されていた。

プロ野球中継
TVhファイターズ中継
- 日本シリーズの全国ネット中継はテレビ東京主導制作（技術面・リアルタイム字幕放送・番組送出も全て担当し、テレビ北海道は制作協力扱いとなる）で放送する。

### テレビ東京系列局制作・時差ネット番組
- 昼めし旅 〜あなたのご飯見せてください!〜（月曜 - 金曜 11:30 - 12:30）
- ゴッドタン（月曜 0:35 - 1:05（日曜深夜））
- CSI:科学捜査班（シーズン14）（火曜 0:00 - 1:00（月曜深夜））
- 激!今夜もドル箱（火曜 2:15 - 2:45（月曜深夜））
- Mr.都市伝説 関暁夫のゾクッとする怪感話（木曜 1:40 - 2:10（水曜深夜）、BSテレ東制作）
- 流派-R Since2001（木曜 2:10 - 2:40（水曜深夜））
- バカリズムの30分ワンカット紀行（金曜 1:00 - 1:30（木曜深夜）、BSテレ東制作）
- 高嶺のハナさん（土曜 1:23 - 1:53） - BSテレ東制作
- 藤原竜也の三回道（日曜 1:45 - 2:15（土曜深夜））
- 発見!!食遺産 #あなたのレシピ残させてください（日曜 11:00 - 11:25、テレビ大阪制作）
- おばあちゃんの台所（日曜 12:30 - 12:45、テレビせとうち制作）
- 東京パソコンクラブ 〜プログラミング女子のゼロからゲーム作り〜（水曜 1:30 - 2:00、BSテレ東制作）
- あのちゃんの電電電波♪（水曜 1:00 - 1:30（火曜深夜））
- 土曜スペシャル（不定期放送）
- 出川哲朗の充電させてもらえませんか?（不定期放送）

### 系列外局・プロダクション等制作番組
- たった一人の私の味方（月曜 - 金曜 8:00 - 8:56、韓国放送公社制作）
- 私の国（月曜 - 金曜 9:30 - 10:26、韓国・JTBC制作）
- 吉宗評判記 暴れん坊将軍（月曜 - 金曜 14:25 - 15:25、テレビ朝日・東映制作）
- 水戸黄門 第24部（月曜 - 金曜 15:55 - 16:54、C.A.L製作）
- しんや一族（月曜 1:05 - 1:35（日曜深夜）、オフィスセブン制作[48]）
- いろはに千鳥（火曜 1:00 - 1:30（月曜深夜）、テレビ埼玉制作）
- Music B.B.（土曜 2:30 - 3:00（金曜深夜）、日音制作）
- North Angler's TV（日曜 5:25 - 5:55、つり人社制作[49]）
- 民間福祉情報バラエティ　ミンフク（土曜 6:00 - 6:30、オフィスセブン制作）2024年5月開始
- ブラマヨ小杉の「走れ！こすっちょ」（火曜 1:30 - 2:00（月曜深夜）、BSよしもと制作）

#### アニメ
- 不遇職【鑑定士】が実は最強だった（土曜  1:43- 2:13（金曜深夜）、TOKYOMX・BS11制作）
- Re:ゼロから始める異世界生活 3rd season （木曜  2:15- 2:45（水曜深夜）、AT-X製作）

## 終了した番組

### 自社制作番組
- 札幌発!OL生ワイドhihihi（土曜8:00から放送、開局当初の番組）[27]
- フルーツ通信[27]
- こばきんのサタデートーク（土曜 9:00 - 9:30放送、同じく開局当初の番組。元北海道新聞論説主幹の小林金三がホスト）
- ハナモクTVマガジン
- おばんでスタ!（月曜 - 金曜放送、2003年4月 - 2006年3月）
- 気分はナイスショット!〜ゴルフガールズと愉快な仲間〜（月曜放送、2006年7月 - 9月）
- はぴらぴ（金曜放送、2006年4月 - 2007年3月）
- パークゴルフの法則
- バラライカGO!GO!（1997年 - 1998年）
- まる音Deluxe
  - まる音 SUPER DX（出演者の不祥事により2007年5月で打ち切り）
  - まる音 KIDS
- パワーギャング（1995年4月 - 2002年6月）
- おはようCANDY（1997 - 1998年）
- 桂小つぶのつぶよりモーニング
- よしもとモーニングショー
  - よしもと爆笑モーニング
- おつまみ大百科
- ビバ!パークゴルフII
- 味な店
- イトテツ（2008年1月9日 - 10月1日）
- Catch your DREAM
- さっぽろ経済
- アニマルランド
- 銀玉の魂
- おうちナビシリーズ
- 愛する北海天地
- Free Rider
- 経済ナビゲーションHOKKAIDO
- EZOSTYLE
- 遊びなDJ（2007年4月 - 2013年9月）
- Do!ろーかる（2013年10月 - 2016年3月）
- 食を耕す 農を繋ぐ
- ほっかいどう浮遊紀行（2014年8月 - 12月）
- TVhこれが7つ星ショッピング（2015年3月27日放送終了）
- ペット大好き!
- マチュアライフ北海道
- ウォッチングさっぽろ（2018年3月終了）
- 週刊ナンバー7～西川遥輝～（2017年7月 - 2018年12月）
- 音語
- びじんらーめん ※BS12でも放送された実績がある[50]。
- 私の食卓〜シゴト・メシ・ヒト〜（2021年9月終了[51]）
- きたサバ!〜北海道でサバゲーやってみた!〜

#### 自社制作のアニメ番組
- 剣勇伝説YAIBA（1993年）※テレビ東京と共同制作
- ヘイ!ヘイ!シュルーム（2002年2月 - 2003年6月）
- 超ぽじてぃぶ! ファイターズ（2004年4月 - 2006年3月）
- チルビーとえほん[52]（2009年）
- ホッカイラジャーズ野球少年団（制作委員会参加）

#### 単発特別番組
- シンフォニックポエム 北海道はオーケストラ（1989年10月1日 16:30 - 17:54放送[35]）※開局記念番組[27][53]、TXN各局[注 20]同時ネット。
- 宇梶・ホリ・ギャル曽根が行く釧路の魅力発見!ふれあい旅（2011年8月27日放送）※釧路送信所開局記念
- 北海道DAISUKI 道東満喫・満足旅（2011年11月26日放送）※帯広送信所・網走送信所・北見中継局開局記念
- 絵手紙ズウさんと行く ご当地看板娘 出会い旅（2012年12月29日放送）※名寄・士別・下川・美深地区開局記念
- 北海道愛 キタ!自慢V選手権（2015年1月23日放送、同年2月11日にも再放送）※稚内をはじめとする道北エリア開局記念
  - この特別番組では、スマートフォンアプリ「SyncCast」を用い同局では初めてとなるマルチスクリーン型放送を実施した（再放送でも実施）[54]。
- 蛭子能収の道東新一村一品探索隊!蛭子と沙菜の爆笑悶絶珍道中!（2015年12月23日放送）※根室・中標津エリア開局記念

### スポーツ中継番組

#### サッカー中継
- コンサドーレ札幌（2000年、2016 - 2019年）
  - 対湘南ベルマーレ戦（平塚競技場、J1昇格決定試合）※テレビ東京、TBSスポーツ（現：TBSテレビ）が技術協力

#### バスケットボール中継
- レラカムイLIVE!（2008 - 2009年）

### 他系列局制作番組

#### 日本テレビ系
- 新世紀GPXサイバーフォーミュラ
- 魔神英雄伝ワタルシリーズ

#### テレビ朝日系
- 僕の秘密★兵器
- 熱いぞ!猫ヶ谷!!シリーズ
- 秘湯ロマン
- 機動戦士ガンダム
- 機動戦士Ζガンダム
- 機動戦士ガンダムΖΖ
- ねぎぼうずのあさたろう
- エリアの騎士
- 聖闘士星矢

#### TBSテレビ系
- 超時空要塞マクロス
- マクロス7
- マクロスF
- 愛の劇場
- こちら本池上署
- ドラゴン桜
- ハンチョウ〜神南署安積班〜
- メゾン・ド・ポリス
- サラリーマン金太郎
- 五等分の花嫁∬[注 21]（TBSテレビ・BS11共同制作）
- 聖者無双〜サラリーマン、異世界で生き残るために歩む道〜（土曜 1:53 - 2:23（金曜深夜）、TBSテレビ・BS11共同制作）
- アンダーニンジャ（土曜 1:53 - 2:23（金曜深夜）、TBSテレビ・BS11共同制作）

#### フジテレビ系
- 世界名作劇場
- ついでにとんちんかん
- ドラゴンクエスト
- 東海テレビ昼の連続ドラマ

#### 独立局・プロダクション等制作番組

##### アニメ
- LEGEND OF BASARA
- 同級生2
- To Heart
- 下級生
- こみっくパーティー（第1期のみ）
- HAPPY★LESSONTVシリーズ
- らいむいろ戦奇譚
- 最終兵器彼女
- ヤミと帽子と本の旅人
- 北へ。〜Diamond Dust Drops〜
- DearS
- うた∽かた
- おくさまは女子高生
- パピヨンローゼ New Season
- 涼宮ハルヒの憂鬱シリーズ
- 恋する天使アンジェリークシリーズ
- らき☆すた
- アイドルマスター XENOGLOSSIA
- 風のスティグマ
- ななついろ★ドロップス
- レンタルマギカ
- ご愁傷さま二ノ宮くん
- H2O -FOOTPRINTS IN THE SAND-
- ドルアーガの塔シリーズ
- 純情ロマンチカシリーズ[注 22]
- セキレイシリーズ
- 喰霊-零-
- 鋼殻のレギオス
- シャングリ・ラ
- 戦場のヴァルキュリア
- 〈物語〉シリーズ[注 23]
- 俺の妹がこんなに可愛いわけがないシリーズ
- 探偵オペラ ミルキィホームズ（第1期のみ）
- 快盗天使ツインエンジェル〜キュンキュン☆ときめきパラダイス!!〜
- 日常
- Fate/Zeroシリーズ
- 謎の彼女X
- 魔法少女リリカルなのはStrikerS
- 好きっていいなよ。
- みなみけ ただいま
- 変態王子と笑わない猫。
- きんいろモザイクシリーズ
- 銀河機攻隊 マジェスティックプリンス
- ニセコイ（第1期のみ）
- 魔法科高校の劣等生（第1期のみ）
- M3〜ソノ黒キ鋼〜
- ソードアート・オンラインII[注 24]
- 天体のメソッド
- 山田くんと7人の魔女
- ラブライブ!シリーズ[注 25]
- 美少女戦士セーラームーンCrystalシリーズ
- ガールズ&パンツァー
- Free!（第1期のみ）
- ハイスクール・フリート
- マクロスΔ
- ラブライブ!サンシャイン!!シリーズ[注 26]
- 12歳。〜ちっちゃなムネのトキメキ〜シリーズ
- BanG Dream!（第1期のみ）[注 27]
- 怪盗ジョーカー
- アイドリッシュセブンシリーズ
- サンリオ男子
- 終末なにしてますか? 忙しいですか? 救ってもらっていいですか?
- オーバーロードシリーズ（第1期-第3期）
- Dr.STONE （第1期のみ）
- 棺姫のチャイカシリーズ
- ネコぱら
- プリンセスコネクト!Re:Diveシリーズ（第1期-第2期）
- キャプテン翼（第4期）
- ラブライブ!虹ヶ咲学園スクールアイドル同好会シリーズ[注 28]
- 転生したらスライムだった件シリーズ（第1期-第2期）[注 29]
- たとえばラストダンジョン前の村の少年が序盤の街で暮らすような物語
- 吸血鬼すぐ死ぬシリーズ（第1期-第2期）
- 群青のファンファーレ
- 惑星のさみだれ
- 勇者が死んだ!
- 【推しの子】シリーズ（第1期-第2期）
- ひげを剃る。そして女子高生を拾う。
- ライアー・ライアー
- 百姓貴族（第1期-第2期）
- ダンジョン飯（第1期）
- 姫様“拷問”の時間です
- 道産子ギャルはなまらめんこい
- Re:Monster
- アストロノオト
- 現代誤訳
- 鴨乃橋ロンの禁断推理（第1期-第2期）

##### その他
- よるのたまご
  - すすきの天国 よるたまシリーズ
  - 武井壮とマンゾクディーバの新よるたま
  - よるたま ネオ
  - すきタマ TV
- 演歌百撰（2010年12月打ち切り。現在はBS11で視聴可能）
- 西洋骨董通り物語II京都不思議ストーリー（KBS京都制作）
- 夢がぁる
- 北の詩[55]
- お好み歌謡館
- ハワイを感じて
- ii-one presents GO!GO!フットサル
- ウィークリー赤れんが
- 何ン田かンだ行っても!北海Do（TOKIOエンタテインメント（現・レアメリッサエンターテイメント）制作）
- 心のふるさと探訪
- 日本名遺産 橋
- 森川さんのはっぴーぼーらっきー（第1期のみ）
- ガンバレ北海道!（レアメリッサエンターテイメント制作）
- パリdeひととき
- LOVE SKI HOKKAIDO
- A応Pのあにむす!!（テレビ東京・AT-X制作）
- A応Pとフェスぴ〜!!!（AT-X制作）
- 吉本超合金A（テレビ大阪制作）
- ガンキタ（2016年開始、2020年5月頃より休止中）
- 中村美彦の臥竜清談（NPO法人北海道グラウンドワーク制作、毎月第3日曜 5:25 - 5:55、2013年1月 - 2021年4月）
- ぶっちゃけ!!ミエルカTV（オフィスセブン制作[56]、出演者の不祥事により2023年11月から放送休止のち終了）

## アナウンサー・キャスター
自社制作番組が少ないこともあり、アナウンサーの人数は道内民放テレビ局で最も少ない。そのため、アナウンサーのほか、TVh記者や外部契約キャスターが一部番組を担当している。

### アナウンサー
- 大藤晋司 - 中京テレビ放送から2003年4月に移籍。
- 小澤良太 - 高知さんさんテレビから2004年6月に移籍。
- 磯田彩実 - 2011年度「ミスさっぽろ」（2012年4月入社）[58]。
- 中村秋季乃（なかむらあきの） - 2022年1月に入社[59]。
- 三品幸平 - 岩見沢市出身で、2024年6月に報道部からアナウンス部に異動[60]。

### 過去に在籍したアナウンサー・キャスター
●は故人。

#### 男性
- 1989年[27]
  - 杉浦滋男●（在籍時期未確認、開局時のアナウンサー。元北海道放送・名古屋テレビ放送・テレビ東京・テレビ大阪アナウンサーで、1997年12月に死去）
- 1990年
  - 煙山光紀（ - 1993年、日経ラジオ社から移籍後、現在はニッポン放送）
- 1995年
  - 大井健郎（ - 2003年、現在は東北放送でラジオの営業部として活動）
- 1998年
  - 伊藤英一郎（ - 2004年、現在は札幌でフリーアナウンサー・実業家[61]）
- 2017年
  - 畑中大樹（ - 2023年、現在はCBCテレビ報道部記者）

入社時期不明 
- 佐藤よしつぐ（ - 1995年、熊本県民テレビから移籍後、現在は北海道テレビ放送）

#### 女性
- 1989年[27]
  - 飯島ひさえ（在籍時期未確認、開局時のアナウンサー）
  - 渡辺しのぶ（在籍時期未確認、開局時のアナウンサーで、元NHK札幌放送局契約キャスター。後に報道記者、ディレクター、プロデューサーに異動）
- 1991年
  - 大崎誠子（ - 2002年、北海道文化放送から報道記者として移籍。退社後北海道議会議員を2003年から4期16年務めた）
- 1993年
  - 高島智子（在籍時期未確認、全日空スチュワーデスを経て入社[62]）
- 1996年 
  - 荒川れん子（ - 1998年、富山テレビ放送から移籍後、現在はフリーアナウンサー）
- 1997年
  - 菅澤佳子（ - 2000年、日本放送協会（NHK）の東京本局報道局経済部記者とは別人）
- 2001年
  - 佐藤陽子（ - 2004年[63]）
- 2002年
  - 佐々木由衣子（ - 2007年）
- 2004年
  - 齋藤瑞穂（ - 2009年、広島ホームテレビに移籍したが、2013年に退職）
- 2007年9月 
  - 矢部順子（ - 2009年12月、岩手朝日テレビから移籍後、現在はフリーアナウンサー・実業家[64]）
- 2009年10月
  - 丹羽真由実（ - 2012年3月、テレビ金沢から移籍後、FOX SPORTS ジャパン→福岡放送を経て、現在はセントラルジャパン所属のフリーアナウンサー）
- 2012年4月
  - 千葉真澄（ - 2016年12月、元NHK札幌放送局契約キャスター）
- 2017年1月
  - 湯浅知里（ - 2021年12月、元さくらんぼテレビジョンアナウンサー、現在は札幌でフリーアナウンサー）
- 2022年4月
  - 深澤朝香（山口放送から移籍したが、2023年2月に退社）

## 区域外再放送
道内のケーブルテレビ局のほか、道外でも以下のケーブルテレビ局で再放送されている。
青森県
青森ケーブルテレビ（青森市）
風間浦村営共聴システム（風間浦村）